# Gustave Leblanc-Barbedienne
Pour les articles homonymes, voir Leblanc et Barbedienne.
Gustave Leblanc-Barbedienne, né Émile-Gustave Leblanc le 8 juillet 1849 à Livarot et mort le 15 octobre 1945 à Saint-Mandé, est un fondeur, successeur de son oncle Ferdinand Barbedienne (1810-1892) à la tête de la maison Ferdinand Barbedienne.

## Biographie[3]

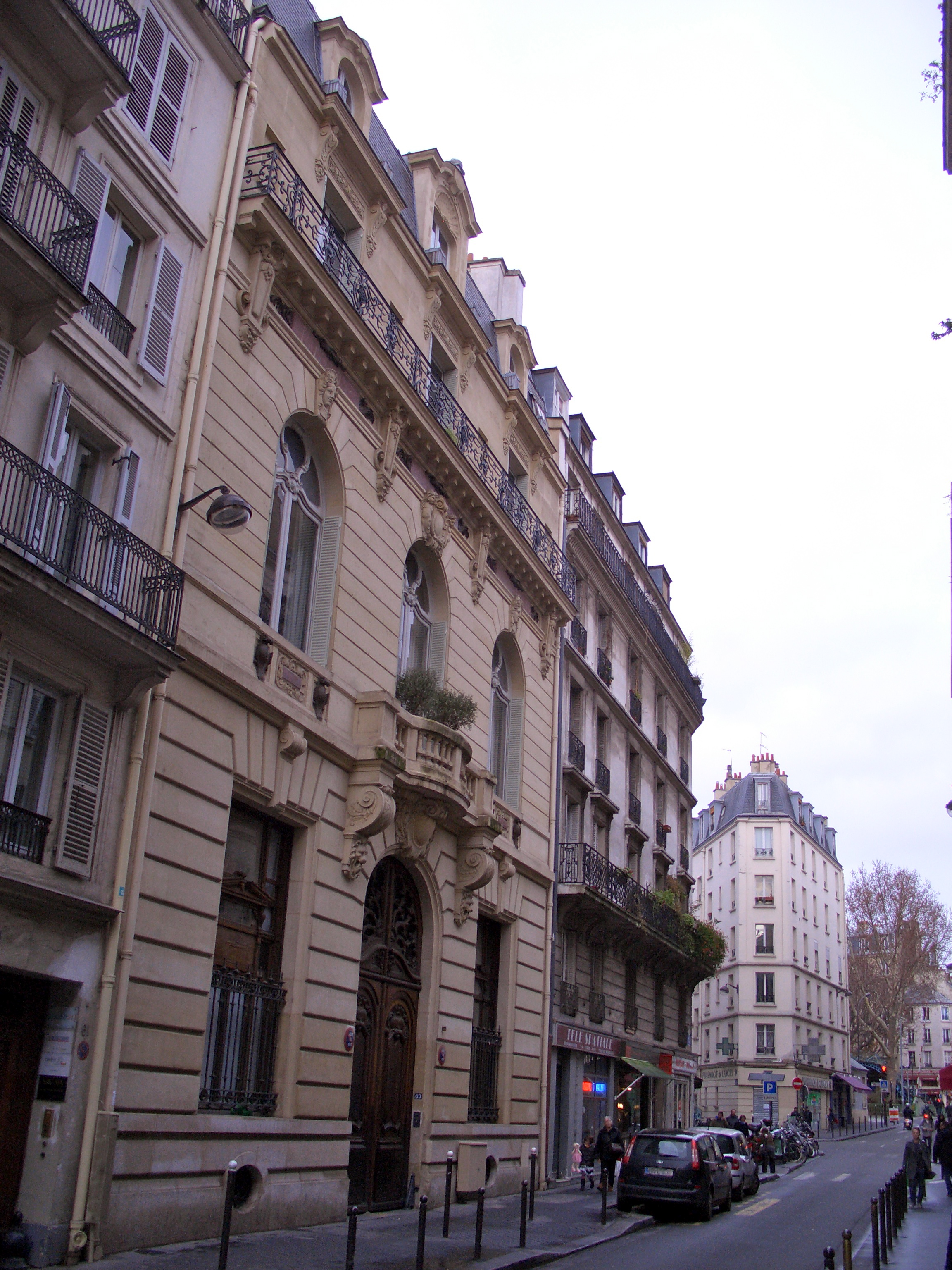
Hôtel Lefranc-Barbedienne dans la rue de Lancry

Fils de François Leblanc et de Célina Désirée Barbedienne, Gustave Leblanc reprend la succession de son oncle maternel Ferdinand, mort en 1892 sans enfant.
Il développe considérablement la fonderie en se spécialisant dans les bronzes monumentaux. Ses ateliers se trouvaient au 63 rue de Lancry, à Paris 10e. 
En France, beaucoup de monuments aux morts sont signés Leblanc-Barbedienne. 
Neveu de Ferdinand Barbedienne, qui n'avait pas d'enfants, il demande par voie de justice à prendre le nom de son oncle afin de poursuivre l'histoire de la Maison. Par décret présidentiel pris en 1893 par le président Sadi Carnot, Gustave Leblanc est autorisé à s'appeler Gustave Leblanc-Barbedienne.
En 1891, Gustave Leblanc-Barbedienne achète le château de l'Abbaye à Villeneuve-le-Roi, ville dont il est le maire entre 1911 à 1919. 
En 1921, il s'associe à son fils Jules. La maison Leblanc-Barbedienne et fils disparaît en 1954, les modèles des bronzes d'éditions furent revendus par priorité aux ayants droit.

## Décorations/Hommages
- Chevalier de la Légion d'honneur ;
- Une avenue et une place Leblanc-Barbedienne rappellent son œuvre à Villeneuve-le-Roi ;

## Archives
Les papiers personnels de Gustave Leblanc-Barbedienne sont conservés aux Archives nationales sous la  cote 368AP